# Onthophagus stehliki
Onthophagus stehliki är en skalbaggsart som beskrevs av Vladimir Balthasar 1966. Onthophagus stehliki ingår i släktet Onthophagus och familjen bladhorningar. Inga underarter finns listade i Catalogue of Life.